# Jane Cronin Scanlon
Jane Smiley Cronin Scanlon (Nueva York, 17 de julio de 1922-19 de junio de 2018) fue una matemática estadounidense, profesora emérita de matemáticas en la Universidad Rutgers. Su investigación se centró en las ecuaciones en derivadas parciales y en la biología matemática.

## Educación y carrera
Scanlon obtuvo una licenciatura en matemáticas de la Universidad de Wayne (ahora Universidad Estatal de Wayne). Completó su doctorado en matemáticas en la Universidad de Míchigan en 1949, bajo la supervisión de Erich Rothe. Su tesis se titula "Branch Points of Solutions of Equations in Banach Space" (Puntos de ramificación de soluciones de ecuaciones en el espacio de Banach).
Después de trabajar para la Fuerza Aérea de los Estados Unidos y la American Optical Company, regresó a la academia como profesora en Wheaton College (Massachusetts) y luego en Stonehill College. Se mudó al Instituto Politécnico de Brooklyn en 1957 y a Rutgers en 1965. 
Se jubiló en 1991. Durante sus veinte años en Rutgers, supervisó a siete estudiantes de doctorado.
Murió en junio de 2018 a la edad de 95 años.

## Reconocimientos
Scanlon fue ponente en Noether en 1985, y ponente en Pi Mu Epsilon J. Sutherland Frame en 1989. Sus conferencias versaron sobre el "arrastre de la frecuencia" y la aplicación de este principio a los modelos matemáticos de las fibras de Purkinje en el corazón. En 2012, se convirtió en uno de los fellows inaugurales de la American Mathematical Society.

## Vida personal
Se casó con el físico Joseph Scanlon en 1953. A su muerte, le sobrevivieron cuatro hijos y siete nietos.

## Publicaciones (selección)

### Artículos
- Cronin, Jane (1950). «The existence of mulitple solutions of elliptic differential equations». Transactions of the American Mathematical Society 68: 105-131. doi:10.1090/S0002-9947-1950-0032891-3.
- Cronin, Jane (1950). «Branch points of solutions of equations in Banach space». Transactions of the American Mathematical Society 69 (2): 208-231. doi:10.1090/S0002-9947-1950-0040578-6.
- Cronin, Jane (1953). «Analytic Functional Mappings». Annals of Mathematics 58 (1): 175-181. doi:10.2307/1969827.
- Cronin, Jane (1954). «Branch points of solutions of equations in Banach space. II». Transactions of the American Mathematical Society 76 (2): 207–222. doi:10.1090/S0002-9947-1954-0062949-8.
- Cronin, Jane (1956). «Some mappings with topological degree zero». Proceedings of the American Mathematical Society 7 (6): 1139–1145. doi:10.1090/S0002-9939-1956-0083724-1.
- Cronin, Jane (1961). «Families of solutions of a perturbation problem». Proceedings of the American Mathematical Society 12: 84-91. doi:10.1090/S0002-9939-1961-0131017-8.
- Cronin, Jane; Richards, Paul B.; Russell, Lawrence H. (1964). «Some periodic solutions of a four-body problem». Icarus 3 (5–6): 423-428. Bibcode:1964Icar....3..423C. doi:10.1016/0019-1035(64)90003-X.
- Cronin, J.; McAuley, L. F. (1966). «Whyburn's conjecture for some differentiable maps». Proceedings of the National Academy of Sciences 56 (2): 405-412. Bibcode:1966PNAS...56..405C. ISSN 0027-8424. PMC 224386. PMID 16591368. doi:10.1073/pnas.56.2.405.
- Cronin, Jane (1971). «Quasilinear systems with several periodic solutions». Proceedings of the American Mathematical Society 30: 107-111. doi:10.1090/S0002-9939-1971-0280803-9.
- Cronin, Jane (1973). «Equations with bounded nonlinearities». Journal of Differential Equations 14 (3): 581-596. Bibcode:1973JDE....14..581C. doi:10.1016/0022-0396(73)90069-7. Archivado desde el original el 18 de noviembre de 2021. Consultado el 18 de noviembre de 2021.
- Cronin, Jane (1973). «Biomathematical model of aneurysm of the circle of Willis: A aqualitative analysis of the differential equation of Austin». Mathematical Biosciences 16 (3–4): 209-225. doi:10.1016/0025-5564(73)90031-X.
- Cronin, Jane (1977). «Some Mathematics of Biological Oscillations». SIAM Review 19: 100-138. doi:10.1137/1019007.

### Libros
- Advanced Calculus, Boston, Heath 1967
- Differential equations: Introduction and Qualitative Theory, Dekker 1980, 2nd edition 1994, 3rd edition CRC/Chapman and Hall 2008[8]
- Fixed points and topological degrees in nonlinear analysis, American Mathematical Society 1964; 1995 pbk edition of 1972 reprint with corrections
- Mathematical aspects of the Hodgkin-Huxley neural theory, Cambridge University Press 1987[9]
- Mathematics of Cell Electrophysiology, Dekker 1981

### Como editora
- Cronin, Jane; O'Malley Jr., Robert E., eds. (1999). Analyzing Multiscale Phenomena Using Singular Perturbation Methods: American Mathematical Society Short Course, January 5-6, 1998, Baltimore, Maryland. American Mathematical Soc. ISBN 978-0-8218-0929-7.